# Love, Sex, Volume
Albums de Cowboys & Aliens
A Trip to the Stonehenge Colony
(2000) Language of Superstars
(2005)
Love, Sex, Volume, sorti en 2002, est le troisième album du groupe de stoner rock belge Cowboys & Aliens.

## L'album
À l'exception d'un titre, tous les morceaux de l'album ont été composés par les membres du groupe.
L'album est produit par Dee-J, ancien guitariste du groupe La Muerte.

## Les musiciens
- Henk Vanhee : voix
- John Pollentier : guitare
- Kris Vandekerckhove : basse
- Peter Gaelens : batterie

## Les titres
1. Ghost in My Speaker - 4 min 18 s
2. Out of Control - 3 min 45 s
3. Simple Things - 5 min 13 s
4. Burning by the Look - 4 min 34 s
5. Highly Overrated - 4 min 19 s
6. U Draw the Line - 4 min 27 s
7. Fool 4 Love - 4 min 47 s
8. Killin' Time - 4 min 29 s
9. Sharp Dressed Man - 2 min 53 s
10. Sabbatical - 5 min 20 s
11. Resurrection Song - 4 min 34 s

## Informations sur le contenu de l'album
Sharp Dressed Man est une reprise de ZZ Top (de l'album Eliminator de 1983).